# ЗИЛ-117
ЗИЛ-117— советский легковой автомобиль высшего класса с кузовом седан. Преемник — ЗИЛ-41041 (1986—2000). Был создан в 1971 году на базе правительственного лимузина ЗИЛ-114 и имел такие же строгие и гармоничные формы. Несмотря на сокращение длины и колёсной базы, силуэт машины остался стремительным и элегантным, вполне соответствуя официозному имиджу легковых ЗИЛ-ов. Внешне ЗИЛ-117 отличался также иным оформлением передней части кузова. Помимо чёрного, автомобиль окрашивали в тёмно-синий и тёмно-вишневый цвета.

## Применение
Официально (заводская версия), ЗИЛ-117 был создан как более динамичный, скоростной и манёвренный по отношению к лимузину ЗИЛ-114 автомобиль сопровождения. Тем не менее, в правительственных эскортах в качестве автомобилей сопровождения продолжали ходить преимущественно лимузины, а также «Чайки», «Волги» и позже иномарки.
Неофициально же бытовало утверждение, что ЗИЛ-117 — «драйверская» версия, созданная по личному распоряжению Л. И. Брежнева, любившего управлять автомобилем лично. Имеется немало свидетельств очевидцев, что ещё во второй половине 1970-х годов генсек собственноручно управлял «коротким» ЗИЛом.
По своему статусу ЗИЛ-117 считался на одну ступеньку ниже лимузинов ЗИЛ-114 и ЗИЛ-115 и полагался кандидатам в члены Политбюро ЦК КПСС. Членам Правительства СССР полагалась уже «Чайка». В последние годы застоя 117-ми ЗИЛами начали пользоваться и личные референты Брежнева, что было сразу пресечено после прихода к власти Ю. В. Андропова. В 1978 году производство ЗИЛ-117 было свёрнуто.

## Конструкция и оснащение

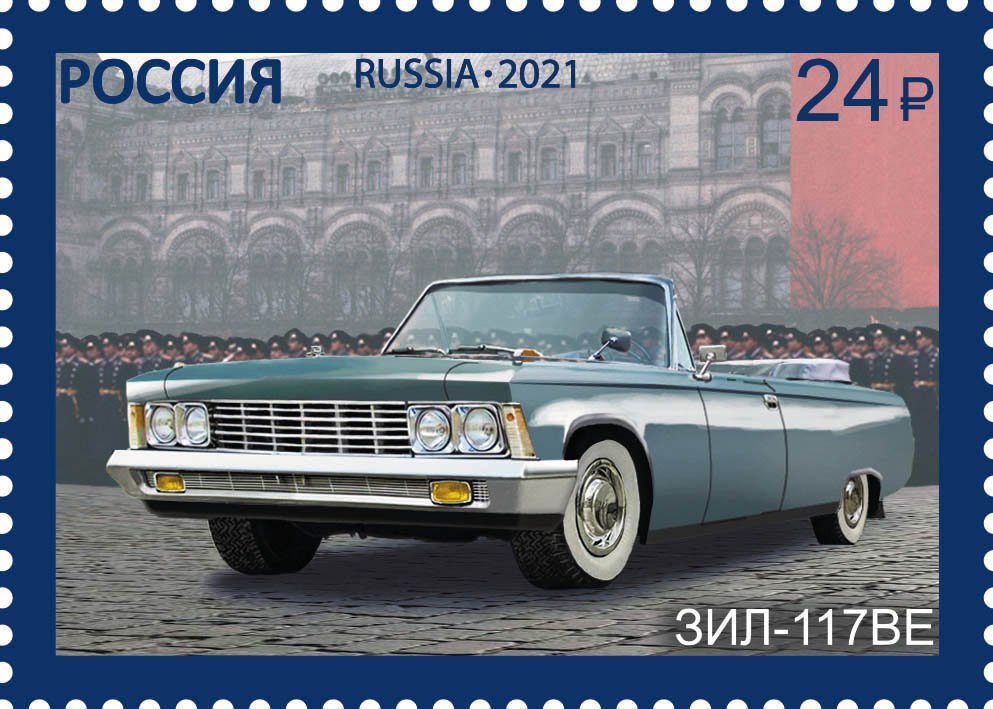
Почтовая марка 2021 год

Оснащение салона ЗИЛ-117 соответствовало лимузину ЗИЛ-114 и включало: гидроусилитель рулевого управления, откидываемое для удобства входа и выхода водителя рулевое колесо, стеклоподъёмники всех дверей с электроприводами, центральная блокировка замков дверей, кондиционер, атермальные стёкла.
Автомобиль оснащался автоматической гидромеханической трансмиссией с селектором управления на рулевой колонке. На седан устанавливался V-образный восьмицилиндровый двигатель от ЗИЛ-114 с алюминиевым блоком цилиндров, четырёхкамерным карбюратором, транзисторной системой зажигания и гидравлическими (необслуживаемыми) толкателями клапанов. Мощность составляла те же 300 л. с.
Шасси ЗИЛ-117, как и ЗИЛ-114, базировалось на мощной раме, имеющей высокую жёсткость на кручение. Подвеска колёс (передняя торсионная с продольным расположением торсионов) была оснащена системой, предотвращающей «клевки» при резком торможении, которая также заметно уменьшала крены кузова в поворотах, и системой АБС.

## Модификации
ЗИЛ-117B в Музейном комплексе УГМК
- ЗИЛ-117Е (1971) — с экранированием.
- ЗИЛ-117М — с внешностью модели 4104 (1984 год, построен 1 экземпляр).
- ЗИЛ-117В (1972—1978) — открытый вариант с двухдверным кузовом типа Фаэтон со складывающимся матерчатым тентом. Специальный механизм, снабжённый электродвигателем, складывал тент за 10—15 с. ЗИЛ-117В окрашивался в чёрный и тёмно-серый цвета. Фаэтоны ЗИЛ-117B участвовали в военных парадах на Красной площади в Москве с 1972 по 1980 годы. Позже были переданы в Ленинград (Санкт-Петербург), где участвовали в парадах на Дворцовой площади с 1981 по 2008 годы и с 2015 по 2018 год. Всего выпущено 11 экземпляров.
- ЗИЛ-117ВЕ — кабриолет ЗИЛ-117В с экранированной системой электрооборудования.
- ЗИЛ-117П — пятиместный лимузин с перегородкой (построен 1 экземпляр)[1][2].

## В сувенирной индустрии
— с 1982 года заводом «Агат» г. Маркс выпускалась модель ЗИЛ-117. Модель впоследствии производили до середины 2012 года компанией «Холдинг Инкотекс».
— 07 июня 2011 года в журнальной серии «Автолегенды СССР» от издательства «ДеАгостини» под номером 61 вышла модель ЗИЛ-117.